# Vredenburgh
Vredenburgh est une municipalité américaine située dans le comté de Monroe en Alabama.
Selon le recensement de 2010, sa population est de 312 habitants. La municipalité s'étend sur 1,52 milles carrés (3,94 km2).

## Démographie
| 1920 | 1930 | 1940 | 1950 | 1960 | 1970 |
| ---- | ---- | ---- | ---- | ---- | ---- |
| 874  | 815  | 666  | 796  | 632  | 521  |

| 1980 | 1990 | 2000 | 2010 | - | - |
| ---- | ---- | ---- | ---- | - | - |
| 433  | 313  | 327  | 312  | - | - |